# Taraconica berioi
Taraconica berioi là một loài bướm đêm trong họ Noctuidae.